# SIGABA

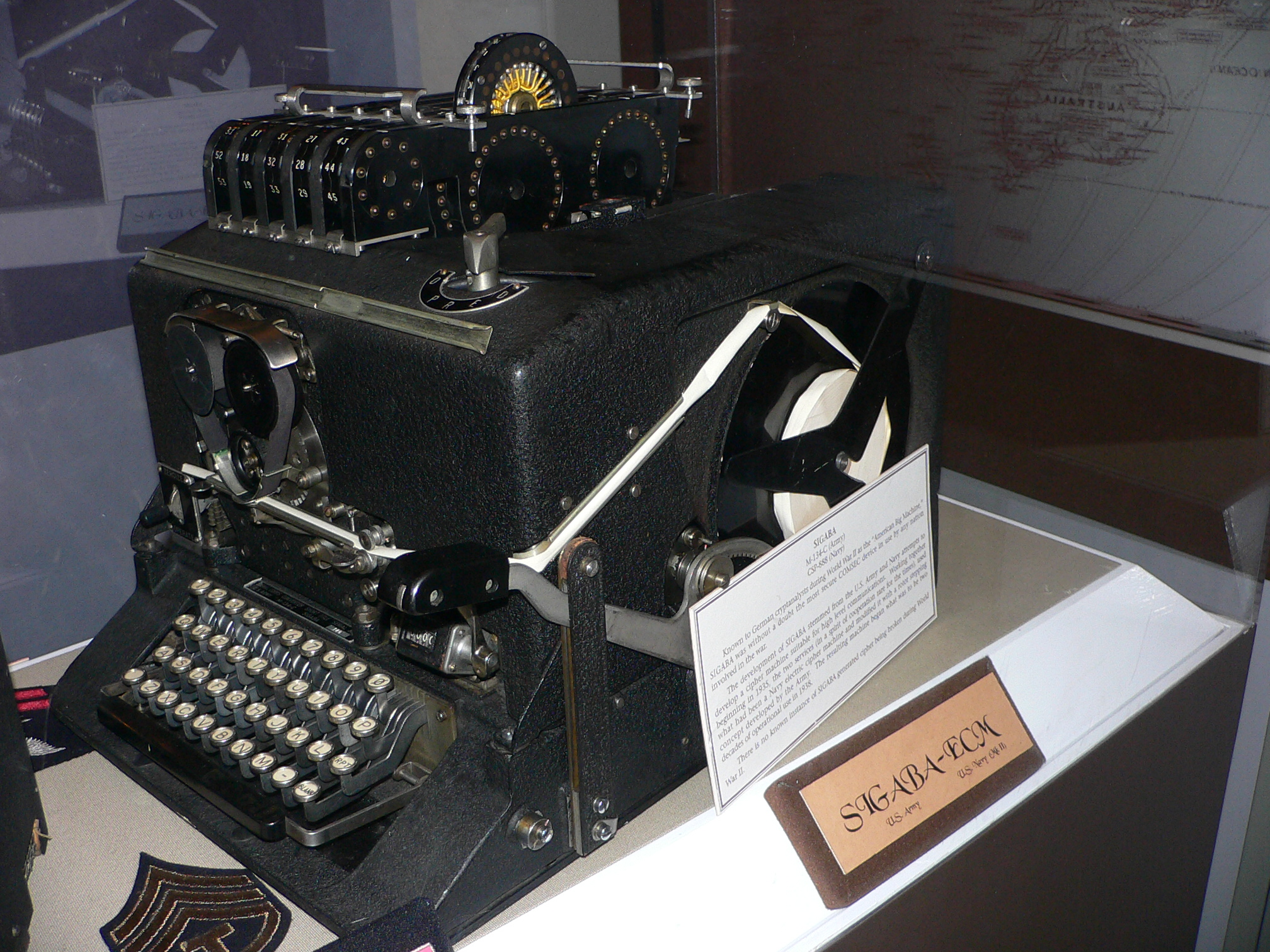
La macchina cifratrice SIGABA esposta al National Cryptologic Museum, con gruppo rotore rimovibile sulla parte superiore

Nella storia della crittografia, la macchina per cifrare ECM Mark II fu usata dagli Stati Uniti d'America per cifrare messaggi durante la seconda guerra mondiale e gli anni '50. Essa era anche conosciuta come SIGABA o Converter M-134, dall'Esercito, o CSP-888/889, dalla Marina che chiama CSP-2900 un'altra versione della stessa.
Come molte sue simili dell'epoca, SIGABA usava un sistema elettromeccanico di rotori per cifrare i messaggi ma con un maggior numero di aggiunte rispetto ai progetti precedenti, aumentarne la sicurezza. Nessun successo da parte di alcun crittoanalista nemico fu portato a termine mentre essa era utilizzata.

## Storia
Ben prima della seconda guerra mondiale, era chiaro ai crittografi statunitensi che il movimento meccanico a fase singola delle macchine a rotori (per esempio, la macchina a rotori di Hebern) poteva essere usata per "attaccare" i codici nemici. Nel caso della più celebre Enigma, questi attacchi erano stati pensati per agire attraverso i periodici movimenti, dei rotori di Enigma, in posizioni casuali, una per ogni nuovo messaggio. Essi, tuttavia, non potevano essere realmente casuali ed Enigma fu decifrato con relativa facilità, anche se a guerra già iniziata.
William Friedman, direttore del Signals Intelligence Service dell'Esercito degli Stati Uniti, ideò un sistema per correggere questi attacchi con un reale movimento dei rotori casuale. Le sue modifiche consistevano in un nastro perforato letto da una telescrivente unita ad un piccolo dispositivo con delle parti metalliche sensibili al passaggio di corrente attraverso i fori. Quando una lettera veniva premuta sulla tastiera il segnale veniva inviato attraverso i rotori, proprio come su Enigma, producendone una versione criptata. In aggiunta, la corrente attraversava la macchina fino al dispositivo del nastro perforato e passava in ogni buco, facendo ruotare il rotore nella posizione rispettiva e facendo avanzare il nastro di una posizione.

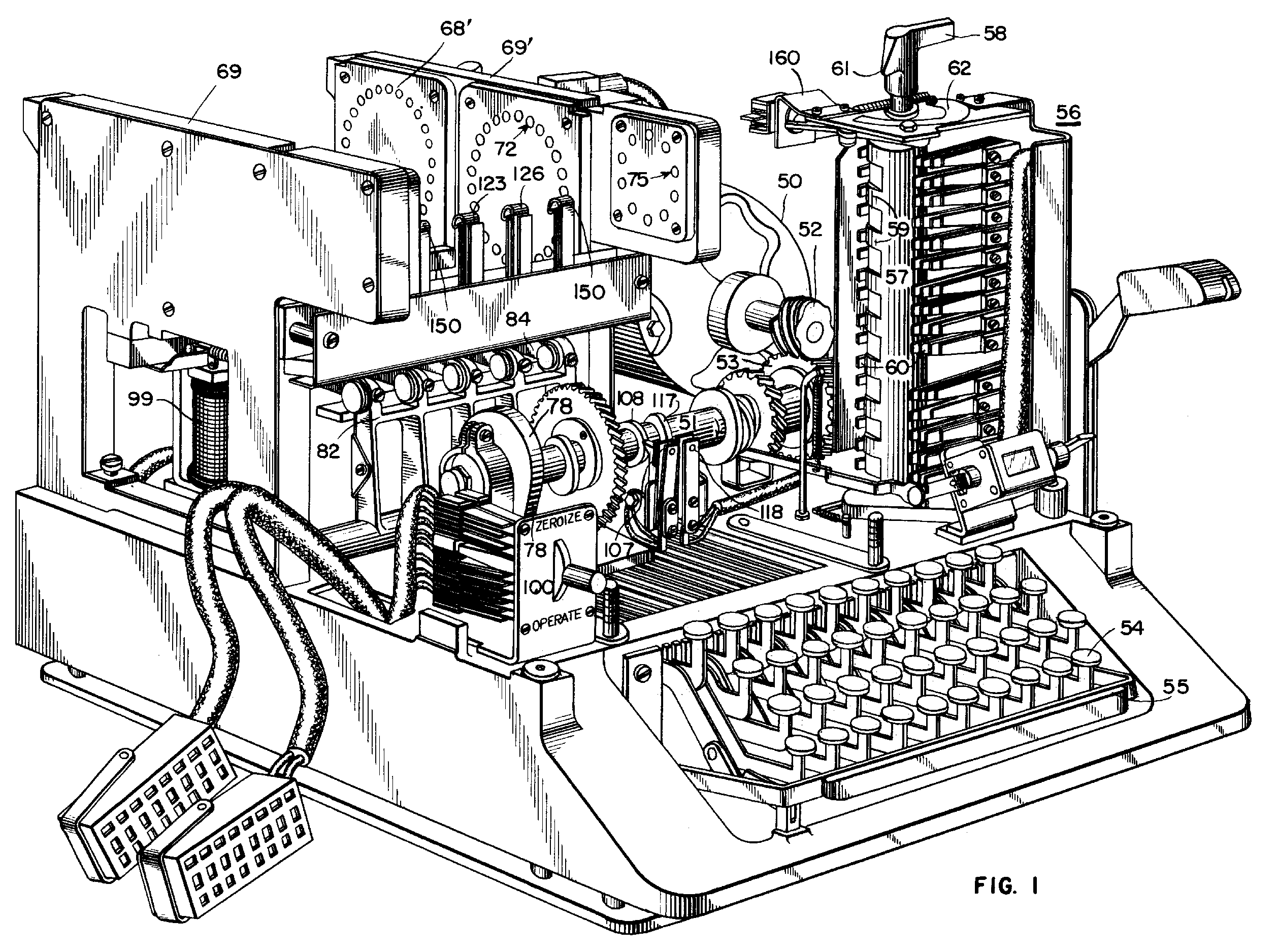
SIGABA viene descritta sullo, archiviato nel 1944 ma mai pubblicato prima del 2001.

Il collega di Friedman, Frank Rowlett, ideò un modo differente per l'avanzamento dei rotori, usando un altro set di rotori. Nel progetto di Rowlett, ogni rotore doveva essere costruito in modo che venissero generati contemporaneamente da uno a quattro segnali di output, ruotando, quindi, una o più volte i rotori (normalmente i rotori hanno un output per ogni input). Prima della guerra venivano impiegate poche risorse economiche nello sviluppo della crittografia, così Friedman e Rowlett costruirono una serie di dispositivi "aggiuntivi", chiamati i SIGGOO (o M-229), da usare con le già esistenti M-134 al posto del lettore di nastro perforato. Essi erano delle scatole esterne contenenti una disposizione di tre rotori in cui cinque degli input erano attivi, come se qualcuno avesse premuto cinque tasti contemporaneamente in Enigma, e gli output erano "raccolti" in cinque gruppi - essi erano, per esempio, le cinque lettere dalla "A" alla "E" che venivano collegate assieme. In questo modo, i cinque segnali dell'input venivano randomizzati attraverso i rotori e uscivano in output in una delle cinque linee. I movimenti dei rotori potevano essere controllati con un codice giornaliero e il nastro perforato fu eliminato. Ci si riferiva alla combinazione delle macchine come M-134-C.
Nel 1935, Friedman e Rowlett mostrarono il loro lavoro ad un crittografo dell'OP-20-G (Office of Chief Of Naval Operations (OPNAV)) della Marina, Joseph Wenger. Egli ne trovò interesse solo nel 1937, quando mostrò la macchina al comandante Laurence Safford, la controparte di Friedman all'Office of Naval Intelligence della Marina. Safford riconobbe immediatamente il potenziale della macchina ed egli e il comandante Seiler aggiunsero alcune caratteristiche per rendere la macchina stessa più facile da costruire, giungendo così all'Electric Code Machine Mark II (ECM Mark II).
Stranamente l'Esercito non sapeva nulla delle nuove modifiche e della messa in produzione di questi sistemi ed essi rimasero nel segreto fino al 1940. Nel 1941, l'Esercito e la Marina si unirono per un sistema crittografico unificato, basato sulla macchina. L'Esercito iniziò così ad usarla con il nome di SIGABA.

## Descrizione

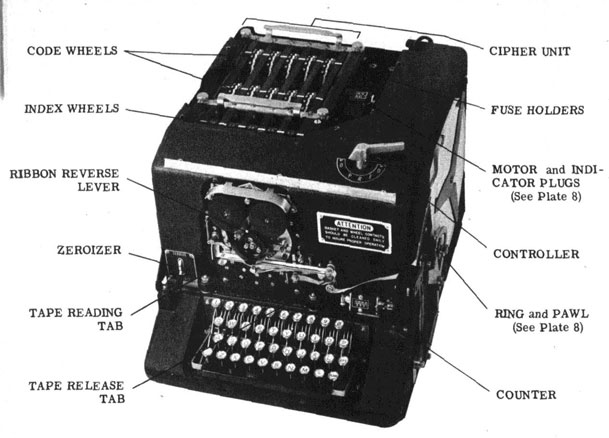
SIGABA

SIGABA era molto simile a Enigma: infatti, essa usava una serie di rotori per cifrare ogni carattere del testo originale in un carattere cifrato. Diversamente da Enigma, invece di tre rotori, SIGABA ne includeva quindici e non usava un rotore riflettente.
SIGABA aveva tre gruppi di cinque rotori ciascuna; l'azione di due gruppi controllava la fase del terzo.
- I cinque rotori del gruppo principale furono chiamati rotori cifranti e ciascuno aveva 26 contatti. Questi agivano allo stesso modo che nelle altre macchine a rotori, come Enigma; quando una lettera era data in input, un segnale veniva inviato in uno dei rotori, situato ad un estremo del gruppo dei cinque, ed usciva dal rotore dell'altro estremo, il quale dava in output una lettera cifrata.
- I cinque rotori del secondo gruppo furono chiamati rotori di controllo. Anch'essi erano collegati con 26 contatti. I rotori di controllo ricevevano quattro segnali ad ogni fase. Dopo essere passati attraverso i rotori di controllo, gli output venivano divisi in dieci gruppi di varie dimensioni, da uno a sei. Ogni gruppo corrispondeva ad un input per il gruppo di rotori successivo.
- I rotori del terzo gruppo furono chiamati rotori d'indice. Questi rotori erano più piccoli con solo 10 contatti e non avevano fasi durante la cifratura. Dopo essere passato attraverso i rotori d'indice, da uno a quattro delle cinque righe di output venivano restituite proprio in output. I rotori d'indice poi ruotavano i rotori cifranti e il sistema ripartiva da capo.

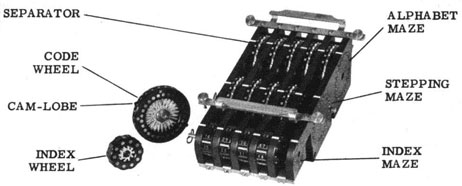
I rotori (le rotelline) e il loro alloggio (la scatola).

SIGABA avanzò una volta o più i suoi rotori principali in una versione più complessae pseudo-randomica. Ciò stava a significare che essa era in grado di decifrare i codici delle altre macchine in fasi più semplici, con "attacchi" molto più complessi ai loro codici. Anche con il testo originale in mano, in SIGABA ci sono così tanti potenziali ingressi alla cifratura che è difficile capirne le impostazioni.
D'altro canto però, SIGABA era anche larga, pesante, costosa, difficile da usare, meccanicamente complessa e fragile. In pratica non poteva essere un dispositivo come Enigma, che era più piccola e leggera oltre a poter essere usata con le radio. SIGABA ebbe un uso diffuso nelle sale radio delle navi della Marina ma come risultato di questi problemi pratici, non poteva essere usata sul campo di battaglia e nella maggior parte dei teatri delle battaglie vennero impiegati altri sistemi, specialmente per le comunicazioni tattiche. Il più famoso di essi fu l'uso dei code talker dei Navajo che diedero un contributo nelle comunicazioni tattiche sul campo soprattutto sul fronte del Pacifico, a partire dalla battaglia di Guadalcanal. In altri teatri, furono impiegate macchine meno sicure ma più piccole, leggere e resistenti come la C-38. SIGABA, impressionante com'era, era impossibile da impiegare per le comunicazioni tattiche sul campo.

## Combined cipher machine
SIGABA fu inoltre adattata per inter-operare con una macchina britannica modificata a tale scopo, la Typex. La macchina in comune fu chiamata Combined Cipher Machine (CCM) e fu impiegata dal novembre 1943.